# Sam Etcheverry
Pour les articles homonymes, voir Etcheverry.
(en) Statistiques sur pro-football-reference
(en) Statistiques sur statscrew
Sam Etcheverry (1930-2009), surnommé « The Rifle », est un joueur, entraîneur et dirigeant de football canadien et de football américain, qui a principalement porté les couleurs des Alouettes de Montréal de 1952 à 1960, et qui a aussi brièvement joué dans la NFL. Il a été le quart-arrière étoile de Alouettes et leur joueur le plus populaire durant son séjour à Montréal. Il est membre du Temple de la renommée du football canadien depuis 1969.

## Carrière
Né de parents français du Pays basque émigrés au Nouveau-Mexique, Sam Etcheverry a joué pour l'équipe de l'université de Denver de 1949 à 1951. Le nouvel entraîneur des Alouettes de Montréal, Doug « Peahead » Walker, remarque une photo prise à l'université et apprécie sa façon de décocher une passe. Sans l'avoir vu jouer, il l'invite au camp d'entraînement des Alouettes. Au début de la saison 1952, le quart-arrière partant Frank Nagle se blesse et Etcheverry prend la relève. Il deviendra dès lors le quart numéro un des Alouettes pour les neuf années suivantes. À cette époque, il joue également comme secondeur et botteur de dégagements.
Le 16 octobre 1954 Etcheverry amasse 586 verges (yards en Europe) par la passe dans un match, record canadien qui tient jusqu'en 1993. Son équipe participe au match de la coupe Grey trois ans de suite, de 1954 à 1956, mais perd à chaque fois contre les Eskimos d'Edmonton. En 1956, Etcheverry obtient 4723 verges par la passe pour la saison, un record qui ne sera battu qu'en 1981.
À la fin de la saison 1960, après l'élimination des Alouettes par Ottawa dans un match où il semble avoir eu des difficultés à passer le ballon, Etcheverry passe aux Tiger-Cats de Hamilton avec Hal Patterson dans un échange qui génère la fureur des Montréalais (le quotidien Le Devoir titre Protestation générale! dans son édition du 10 novembre). Il refuse de se rapporter à son nouveau club en invoquant la clause de non-échange de son contrat et rejoint les Cardinals de Saint-Louis de la NFL. Il passe deux saisons avec les Cardinals mais n'obtient pas un grand succès à Saint-Louis. En 1963 il passe aux 49ers de San Francisco mais reste sur les lignes de côté. C'est ainsi que se termine sa carrière de joueur.

## Entraîneur et président
Dès 1964 Sam Etcheverry est de retour à Montréal, comme entraîneur d'une nouvelle équipe, les « Rifles » du Québec, une équipe de football américain, membres de la United Football League, une ligue mineure basée dans le Midwest. Cette équipe ne dura qu'une saison avant de déménager à Toronto, sans Etcheverry.
C'est l'acquisition des Alouettes par Sam Berger en 1969 qui permet à Etcheverry de faire un retour au football par la grande porte. En effet on lui offre le poste d'entraîneur-chef du club montréalais. Le directeur-gérant est Red O'Quinn, son ancien coéquipier. Même si la saison 1970 est moyenne (sept victoires, six défaites et une nulle), les Alouettes la couronnent par l'obtention de la coupe Grey, contre toute attente. Les deux saisons suivantes sont cependant moins bonnes, et Etcheverry quitte à la fin de 1972. Etcheverry a une dernière occasion de contribuer au football à Montréal en 1982; alors que les Alouettes viennent de faire faillite, l'homme d'affaires Charles Bronfman met sur pied une nouvelle équipe appelée les Concordes de Montréal et offre le poste de président à Etcheverry. Cependant le succès n'est pas au rendez-vous et Etcheverry perd son poste en juillet 1983.
Depuis la fin de sa carrière de joueur, Sam Etcheverry exerçait le métier de courtier en valeurs mobilières. Il a toujours habité au Québec depuis la même époque.
Il est mort en 2009 à la suite d'un long cancer.

## Trophées et honneurs
- Équipe d'étoiles de l'IRFU : 1953, 1954, 1955, 1956, 1957 et 1960[9],[10]
- Trophée Jeff-Russel (Joueur le plus utile de l'IRFU) : 1954, 1958
- Joueur le plus utile du football canadien (trophée Schenley) : 1954
- Intronisé au Temple de la renommée du football canadien : 1969
- Son numéro 92 a été retiré par les Alouettes en 1996